# Shotokai
Shotokai (松濤会) ou xotocai é uma escola de caratê. Assim como a shotokan, foi fundada pelo mestre Gichin Funakoshi.
Shoto era o nome com que o mestre Funakoshi assinava os seus poemas, podendo ser  traduzido para "o pinheiro e o mar". Shotokai pode ser traduzido como o "grupo de Shoto".
O estilo pretende manter-se fiel aos ensinamentos originais do mestre Funakoshi, que disse que o "Karate-dô é uma arte para treinar a própria mente, desporto possível de ser praticado por pessoas de menor compleição corporal, arte para manutenção da saúde e a arte da defesa pessoal", por meio da continuação dos esforços iniciados por hanshi Egami.

## História
Depois do fim da Segunda Guerra Mundial, o mestre Egami passou a ser asistente do mestre Funakoshi e, um ano após a morte deste, Egami torna-se o instrutor-chefe do estilo. Logo entrou em choque com a postura da entidade sobre quais caminhos deveriam ser serguidos, que, segundo mestre Egami, estariam muito afastandos das suas verdadeiras origens e preceitos estipulados pelo criador do estilo. Por exemplo, o mestre Funakoshi executava o soco oi zuki de forma relaxada, pelo muitos diziam ser essa a razão de sua idade avançada.
Outro ponto que gerava dissensões eram as competições, que faziam os praticantes almejar mais a vitória, o reconhecimento, as medalhas, do que a evolução pessoal e coletiva. E, em movimento contínuo, o próprio desenvolvimento das técnicas de luta degeneraram-se, pois a postura inicial era a de jamais recuar (como sucede no aikido) e reforçar o estado de zanshin, a atenção, a antecipação dos golpes do oponente.

## Estilo
O Shotokai é caracterizado por ser um estilo muito fluido e no qual não existe competição, por se considerar que esta desvirtua o estilo e os objectivos do caratê. Por norma o kumitê é um pouco controlado, em termos de definir quem ataca e quem defende, bem como onde são direccionados os ataques, isto uma vez que os ataques são produzidos com intensidade máxima, contudo torna-se agressivo visto que se utiliza golpes de ombros e joelhadas.
Existem duas vertentes principais, a da Nihon Karate Do Shotokai, a organização criada pelo "grupo de Shoto" e a da KDS (Karate Do Shotokai) fundada por Mitsusuke Harada, que foi aluno direto de mestre Funakoshi durante três anos, cinco dias por semana, três horas cada vez, pelo que se presume que é a pessoa viva que mais treinou com o criador do estilo. Mitsusuke Harada também treinou com a mesma intensidade e frequência com o Mestre Shigueru Egami pelo período de um ano e meio, sendo a pessoa viva que mais treinou com o mestre Egami.
Actualmente têm banalizado o nome "Shotokai" havendo grupos que nada têm a ver com o estilo de Gichin Funakoshi, modificando a forma e o fundo original.

## Kata
O estilo pratica ao todo trinta katas.
1. Ten no kata
2. Taikyoku shodan
3. Taikyoku nidan
4. Taikyoku sandan
5. Heian shodan
6. Heian nidan
7. Heian sandan
8. Heian yondan
9. Heian godan
10. Tekki shodan
11. Tekki nidan
12. Tekki sandan
13. Bassai dai
14. Bassai sho
15. Kanku dai
16. Kanku sho
17. Hangetsu
18. Gankaku
19. Enpi
20. Jion
21. Jitte
22. Nijushiho
23. Jiin
24. Meikyo
25. Sochin
26. Chinte
27. Wankan
28. Unsu
29. Gojushiho sho
30. Gojushiho dai

As escolas ordinárias do estilo Shotokan praticam apenas 26 kata, mas foram criados pelos mestres Gichin e Gigo Funakoshi mais elementares formas, que serviriam de pré-aprendizado aos kata tradicionais, compondo a série Taikyoku e o Ten no kata.